# Jeanne Berta Semmig
Jeanne Berta Semmig (* 16. Mai 1867 in Orléans, Frankreich; † 28. Juli 1958 in Radebeul) war eine deutsche Schriftstellerin und Dichterin.

## Leben

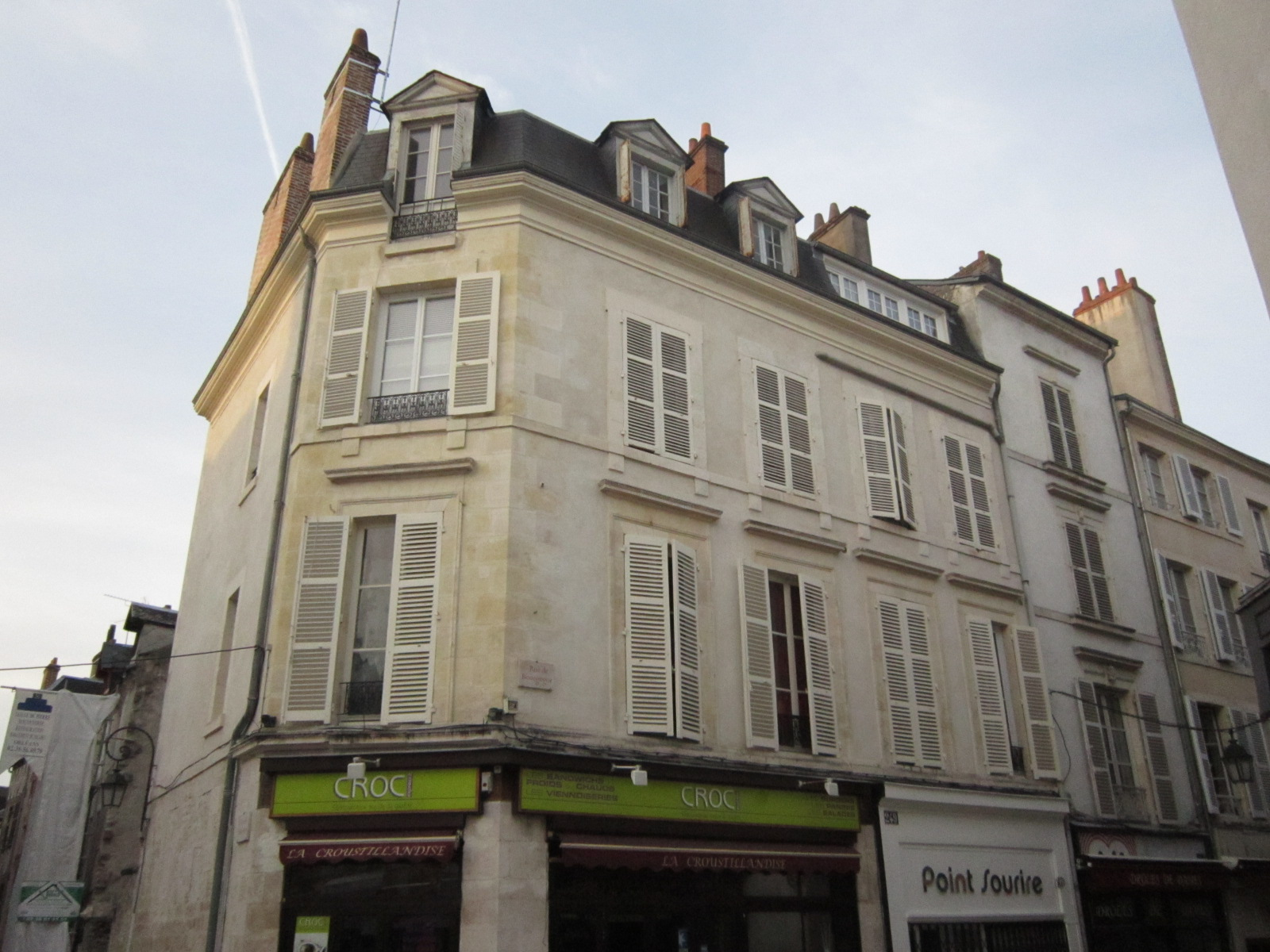
Geburtshaus in Orléans

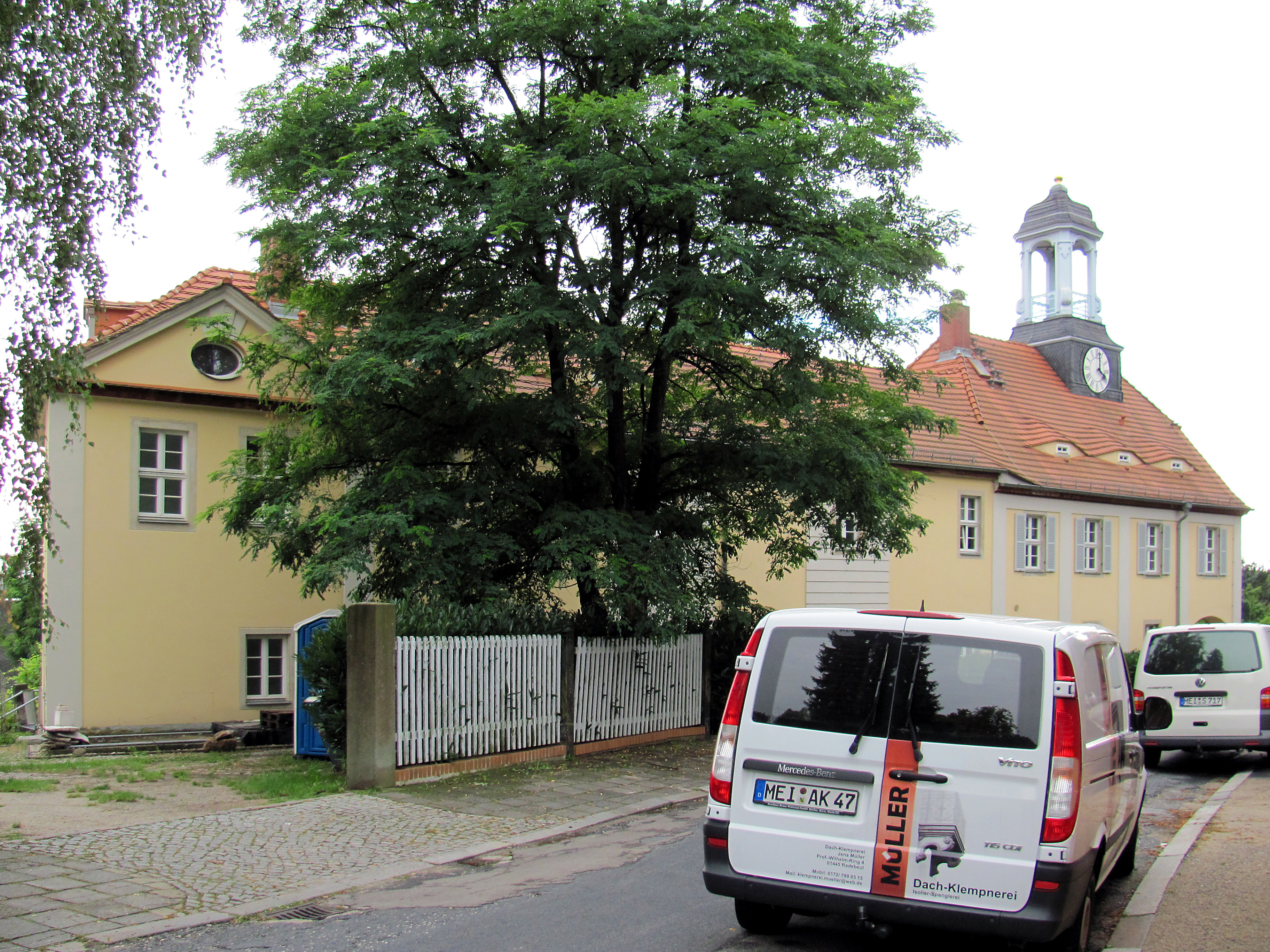
Altersheim: Das Herrenhaus aus längst versunknen Tagen, …

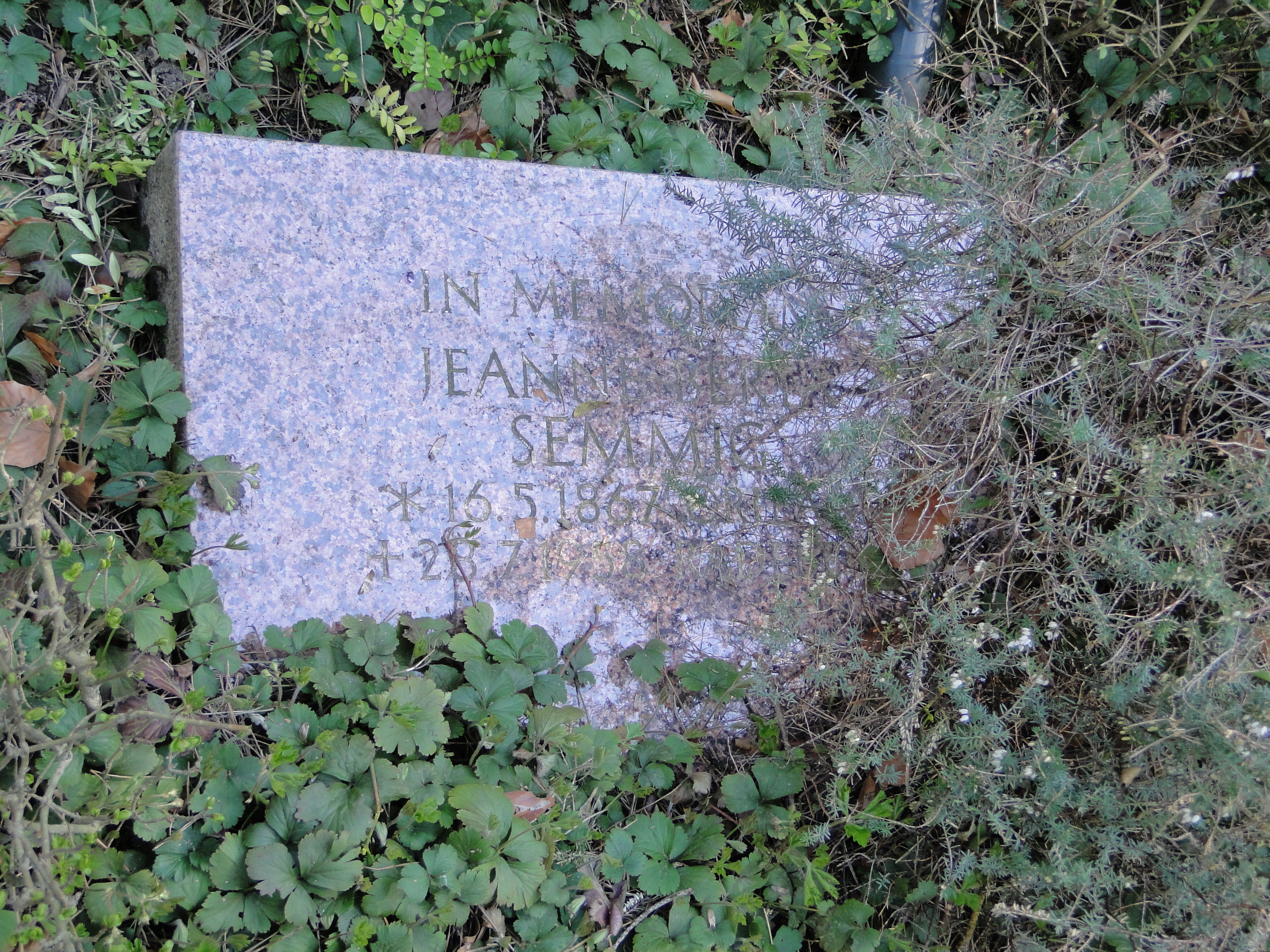
Grabstätte auf dem Urnenhain Tolkewitz

Jeanne Berta Semmig, Tochter des 1849er Revolutionärs, Lehrers und Schriftstellers Friedrich Herman Semmig (1820–1897) sowie der Französin Adèle Cornichon wurde in Orléans in Frankreich geboren. Die Familie zog nach Ausbruch des Deutsch-Französischen Kriegs aufgrund eines Ausweisungsbefehls 1871 nach Leipzig, wo Semmig zur Schule ging. Die ersten Lebensjahre der Tochter Jeanne Berta sind in des Vaters wohl bestem poetischen Werk Kind aufgezeichnet, das dieser 1876 veröffentlichte.
Von 1883 bis 1886 besuchte sie ein Lehrerinnenseminar in Callnberg im Erzgebirge und war dann Hauslehrerin in der Familie des Altenburger Oberhofmeisters von Minckwitz. Im Jahr 1891 wurde Semmig für die nächsten 40 Jahre Lehrerin an der 6. Bezirksschule in der Dresdner Altstadt. Trotz Angeboten, an Bürgerschulen zu wechseln, konnte sie die „Kinder des Volkes nicht verlassen“.
Neben ihrer Arbeit schrieb sie Gedichte, die 1897 erstmals im Lyrikband Gedichte veröffentlicht wurden. Erzählungen und Novellen schlossen sich an, in denen sie neben den Erfahrungen aus ihrer Berufstätigkeit auch die Eindrücke ihrer Reisen durch Deutschland und in die Schweiz verarbeitete. Ihre Werke wurden in Leipzig, Berlin, Dresden und München veröffentlicht, auch wenn der Literaturbetrieb von ihr wenig Notiz nahm.
Jeanne Berta Semmig begegnete 1907 am Bodensee Hermann Hesse, mit dem sie ab da eine lebenslange Freundschaft verband; sie schrieb ihm im Laufe der Jahre 1917 bis 1958 insgesamt 127 Briefe und eine Karte, die im Hesse-Archiv verwahrt werden. Im Jahr 1930 besuchte sie ihn in der Casa Camuzzi in Montagnola. Dort lernte sie auch Ninon Dolbin kennen, die spätere dritte Ehefrau Hesses. Hesse widmete Semmig 1947 das Gedicht Schicksalstage.
Semmig war ab 1909 dem Literarischen Verein Dresden verbunden, ebenso dem 1901 gegründeten Wilhelm-Raabe-Kreis. Später war sie Präsidentin des Literarischen Bundes deutscher Frauen, der am 2. Advent 1944 durch die Gestapo aufgelöst wurde. Nachdem 1945 ihre Wohnung beim Luftangriff auf Dresden ausgebombt wurde, bekam sie Unterkunft bei Freunden. Immer noch schreibend verbrachte sie ihren Lebensabend im Feierabendheim Altfriedstein in Radebeul-Niederlößnitz, das sie in ihrem Gedicht Altersheim verewigte:

„Das Herrenhaus aus längst versunknen Tagen, …“

Dort schrieb sie 1957 auch den Entwurf der Festrede zu Hesses 80. Geburtstag, die sie jedoch aus gesundheitlichen Gründen nicht mehr halten konnte.
Im März 1958 erhielt Semmig, die „älteste lebende deutsche Schriftstellerin“, anlässlich der offiziellen Feierlichkeiten zum Internationalen Frauentag in Ostberlin die Clara-Zetkin-Medaille als Auszeichnung für ihr langes Lebenswerk. Jeanne Berta Semmig verstarb am 28. Juli 1958 im Alter von 91 Jahren in Radebeul und wurde auf dem Urnenhain Tolkewitz in Dresden beigesetzt.
Von Semmig existieren Porträts von den Malern Paul Wilhelm und Heinz Drache.

## Werke (Auswahl)
- Gedichte G. H. Meyer, Berlin 1897.
- Die Stadt der Erinnerung. Historische Skizzen. C. H. Beck, München 1905.
- Silhouetten. St. Geibel, Altenburg 1906.
- Stark wie der Tod. Novellen. C. H. Beck, München 1908.
- Aber ging es leuchtend nieder. Gedichte. Fr. Eckard, Leipzig 1910.
- Die Geschichte von der armen Isolde Weisshand und Herrn Tristan. A. Urban, Dresden 1919 (2. Aufl. O. Laube, Dresden 1924.)
- Die Wege eines Deutschen. Ein Zeit- und Lebensbild. Mit zwei Bildnissen Friedrich Herman Semmigs. C. H. Beck, München 1921.
- Ich träum’ mich als Kind zurücke. Erinnerungen. O. Laube, Dresden 1927.
- Jeanne d’Arc. Ein Lied der Erinnerung. R. Mölich, Hamburg 1948.
- Louise Otto-Peters. Lebensbild einer deutschen Kämpferin. Union Verlag, Berlin 1957.
- Weg in den Abend. Erzählungen. Union Verlag, Berlin 1958.
- Aus acht Jahrzehnten. Bearb. und hrsg. von Siegfried Müller und Käthe Kögel. Union Verlag, Berlin 1975.

(Mit Bibliografie und Zeittafel.)

## Nachlass
- Teilnachlaß von Natalie Hoefer v. Sternbach, geb. 1898, gest. 1979, betreffend Jeanne Berta Semmig, Lyrikerin und Schriftstellerin, geb. 1867, gest. 1958 – Mscr.Dresd.App.2602, Sächsische Landesbibliothek Dresden (Online).